# ОШ „Никола Тесла” Винча
Основна школа “Никола Тесла” налази се у насељу Винча, општина Гроцка, на подручју града Београда. Име носи по једном од најзначајнијих научника Николи Тесли.

## Историјат
ОШ Никола Тесла у Винчи је основана 1946. године, али се ослаља на дужу традицију која датира из 1857. године. Има врло повољан географски положај и богату културно-историјску духовну основу чији капацитети нису довољно искоришћени до данас. Близина Дунава и повољна клима која је допринела развоју воћарства и повртарства данас, а у прошлости створила светски значај Винчанску културу и Винчанско писмо још далеке 5.500. године пре наше ере. Лепота природе, ширина видика и археолошко налазиште "Бело брдо" инспиришу духовни развој ученика и наставника. Име нашег великана Николе Тесле чије име носи, као и огромна енергетска снага Дунава инспирише ученике на проучаваље природних наука и откриваље нових светова у будућности.

## Капацитети
Школа има четири објекта. Матична школа је у Винчи а по један објекат се налази у Лештану, Болечу и Ритопеку. Школа је по броју ученика једна од највећих у Србији. Њена снага је у 2290 ученика распоређених у 89 одељеља ( у Винчи 64 одељеља од 1 - Vlll pазреда, у Болечу 8 одељеља од 1- IV разреда, у Лештану 8 одељеља од 1- IV разреда, у Ритопеку 8 одељеља од 1- Vlll разреда). У школи у Винчи постоји и продужени боравак за ученике првог до четвртог разреда. Школа ради у две смене које се смењују седмично. У школи је запослено 177 радника (од тога 130 наставног кадра, 33 помоћно- техничког особља и 14 чланова управе школе). Предност школе је искуство наставног кадра које се преплиће са младошћу и ентузијазмом различитих облика стручности који себе несебично улажу у развој школе. У ту сврху наставни кадар тежи сталном стручном усавршаваљу, што се остварује похађаљем акредитованих семинара, али и сталним стручним усавршаваљем у установи. Иако нам је површина школских објеката 7800 м2 , због бројности ученика и планираних активности, она је и даље недовољна.

Матична школа има библиотеку, свечану салу, зубну ординацију и 2 спортске сале. У протеклом периоду у школи су опремљене 3 учионице за информатику и рачунарство, и у љима се изводи настава изборног предмета за ученике 2 - 8. разреда. Имајући у виду број ученика у школи, неопходно је стално радити на богаћељу књижног фонда, иако школа не располаже
материјалним средствима у оној мери у којој би то било довољно, те је сигурно да ће то бити још један задатак за школу. Подручне школе немају фискултурне сале, а имају дворишта у којима су делимично завршени спортски терени.